# الدوري السلوفيني لكرة القدم 1981–82
الدوري السلوفيني لكرة القدم 1981–82 هو موسم من الدوري السلوفيني لكرة القدم ‏. فاز فيه نادي ماريبور.